# بي اس جي-1
البندقية القناصة بي. إ س. جي-1 ألمانية واسم هذه البندقية المختصرهو(psg1) وهو اختصار للجملة الألمانية (Prazisions Schutzen Gewehr) والتي تعني (بندقية قناصة عاليه الدقة) وهي أحد القنا صات التي تم إعدادها وتطويرها بواسطة الشركة الألمانية Heckler - Koch في منتصف الثمانيات وذلك لاستعمال وحدات الشرطة ووحدات مكافحه الإرهاب وذلك بمشاركه بعض وحدات الأمن الألمانية كـجهازي الأمن GSG و KSK-9 في تطوير هذا السلاح.
وبعد طرح هذه البندقية للخدمة في الشرطة الألمانية تم تبنيها في العديد من أجهزة ألشرطة الأوروبية وفي الأمريكيتين وكذلك الكثير من دول العالم.
ونظرا لثقل وزن هذه القناصة قامت شركه H k بتطوير نموذجين لها الأول هو G3- SG1 والذي يعتبر أحد التطويرات المهمة وامتداد للبندقية الألمانية الشهيرة G3 الآلية
صورة البندقية الألمانية جي3 التي امتدت منها تطويرات القنا صتين بي إس-1 وإم إس جي90 PSG-1 و MSG – 90.
ومنذ تلك الفترة (1985 حتى الآن) لا زالت شركة Hk الألمانية الشهيرة تقوم بإنتاج هذه القناصة المصنفة من اغلي وأجود القناصات في العالم والتي يصل سعرها إلي 10.000 دولار

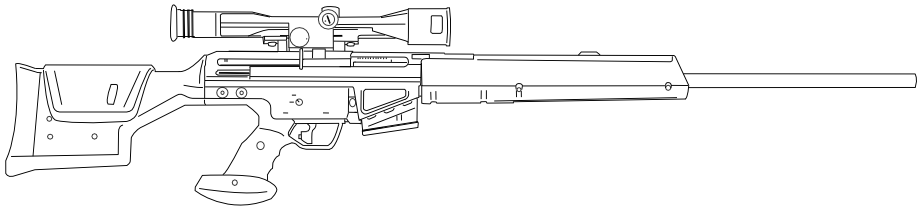
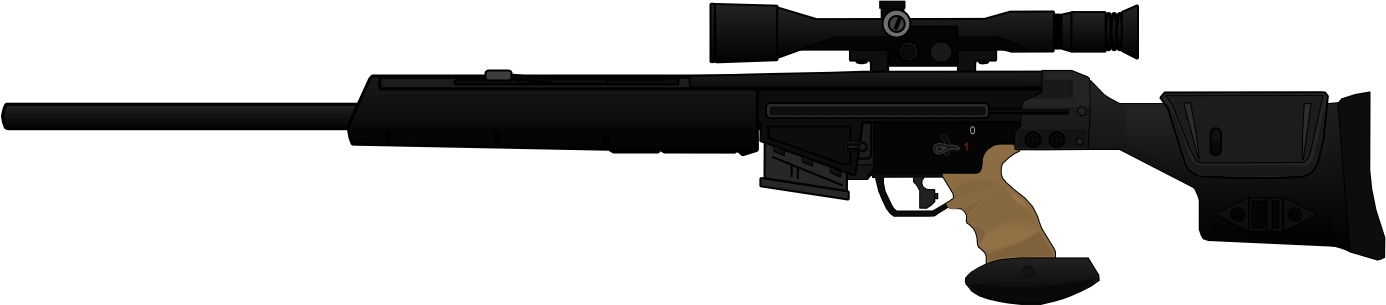

## مواصفات البندقية القناصة psg1
1. -العيار : 7.62 x 51 ملم (7.62 x 51mm NATO.308 Win)
2. -الرماية : فردي ونصف ألي
3. -طول السبطانه : 650 ملم
4. -الطول الكلي : 1208 ملم
5. -الوزن مع الناظور بدون مخزن: 8,10 كغم
6. -سعه المخزن: 5 طلقات و20 طلقة
7. -ناظورالتسديد : متدرج بـ 6 أوضاع من 100 إلى 600 متر.
8. -تركب ركيزة أمامية للتثبيت ودقة إصابة الهدف

1. 1 2 3   http://www.heckler-koch.de/HKWebText/detailPara/1929/132/4/16/230. {{استشهاد ويب}}: |url= بحاجة لعنوان (مساعدة) والوسيط |title= غير موجود أو فارغ (من ويكي بيانات) (مساعدة)